# Semnopithecus entellus
Entelle, Langur, Houleman
Espèce
Synonymes
- Semnopithecus entellus entellus

Statut de conservation UICN

 LC  : Préoccupation mineure
Statut CITES

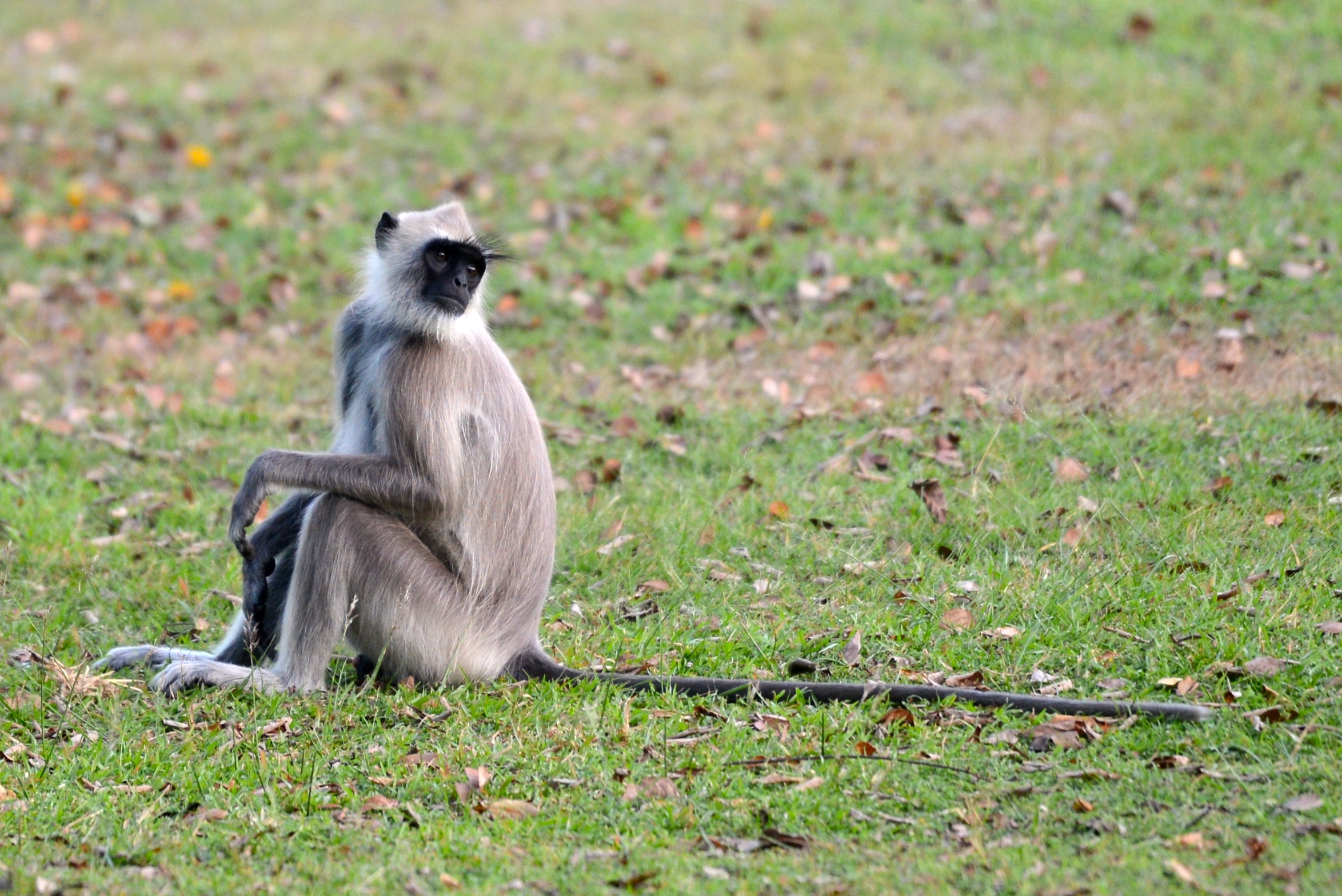
Langur sauvage à Polonnâruvâ, au Sri Lanka, en 2019.

Le Semnopithèque entelle (Semnopithecus entellus) est une espèce de primate de la famille des Cercopithecidae qui vit dans le sous-continent indien.

## Dénominations
Ce singe est surtout connu sous le nom générique d'Entelle,, ou de Langur,, mais ces termes sont ambigus car ils désignent de nombreuses espèces de primates qui lui sont apparentées. On l'appelle également Entelle d'Hanuman, Entelle des Indes (ou Entelle de l'Inde), Langur sacré, Langur gris ou encore Houleman,.

## Description de l'espèce
Le corps peut atteindre de 51 à 78 cm de long avec une queue de plus de 100 cm. Il peut peser jusqu'à 20 kg.

Les petits naissent avec une fine fourrure foncée qui épaissit et revêt une couleur dorée tirant sur le gris.

Plus de la moitié de ces singes sont tués par des maladies, des prédateurs, ou lors d'infanticides - pratique courante lorsqu'un nouveau mâle prend la tête d'un groupe. Mais les survivants peuvent vivre près de quarante ans.

## Répartition, habitat

Répartition de l'espèce.

Ces entelles se rencontrent sur tout le sous-continent indien : au Bangladesh et au Népal, mais surtout dans les états indiens d'Andhra Pradesh, Bengale occidental, Bihar, Chhattisgarh, Jharkhand, Madhya Pradesh, Maharashtra, Orissa

## Comportement
Les langurs sacrés sont organisés en bandes d'environ 25 individus en général, bandes qui peuvent parfois vivre en ville (l'animal étant considéré comme sacré en Inde, il est rarement inquiété par la présence humaine). Le mode de vie de ces singes reflète leur statut privilégié. Dans la ville de Jodhpur, quelque 2 100 langurs sauvages s'invitent régulièrement dans la société des hommes pour goûter leur denrées. Certains Hindous laissent ces animaux sacrés partager leur pique-nique ou se servir dans leurs jardins.
Cependant, le langur étant un compétiteur naturel du macaque rhésus, des langurs dressés sont aussi utilisés pour éloigner ces derniers des centres-villes (à Delhi par exemple) de certaines régions d'Inde où leur surpopulation est problématique.
Dans la nature, il affectionne les habitats escarpés et couverts de végétation.
Le régime alimentaires des entelles est essentiellement composé de feuilles, de fleurs et de fruits. Leur estomac est pourvu de saccules permettant de détoxifier ce type de nourriture, contenant notamment des strychnines, des tanins et des alcaloïdes.
La femelle met bas un petit à la fois.

## Taxinomie
L'espèce a été décrite pour la première fois en 1797 par le naturaliste français Louis Dufresne sous le nom de Simia entellus. Il s'agit d'un des spécimens ramené en France par l'expédition de La Pérouse.
C'est l'espèce type du genre Semnopithecus, créé en 1822 par Anselme Desmarest. Par la suite, ce genre a longtemps été inclus dans le genre Presbytis et l'entelle est également connu sous le synonyme Presbytis entellus.
Semnopithecus entellus comprenait sept sous-espèces avant que Colin Groves ne les élève au rang d'espèces à part entière en 2001.

## Vénération par l'homme en Inde
Les Hindous les vénèrent comme représentants du dieu-singe Hanuman, dont l'armée simiesque participa au sauvetage de Sītā, l'épouse du dieu Rāma qui avait été enlevée par le roi des démons, selon l'épopée sanskrite du Ramayana.